# Pałac Paulinum w Jeleniej Górze

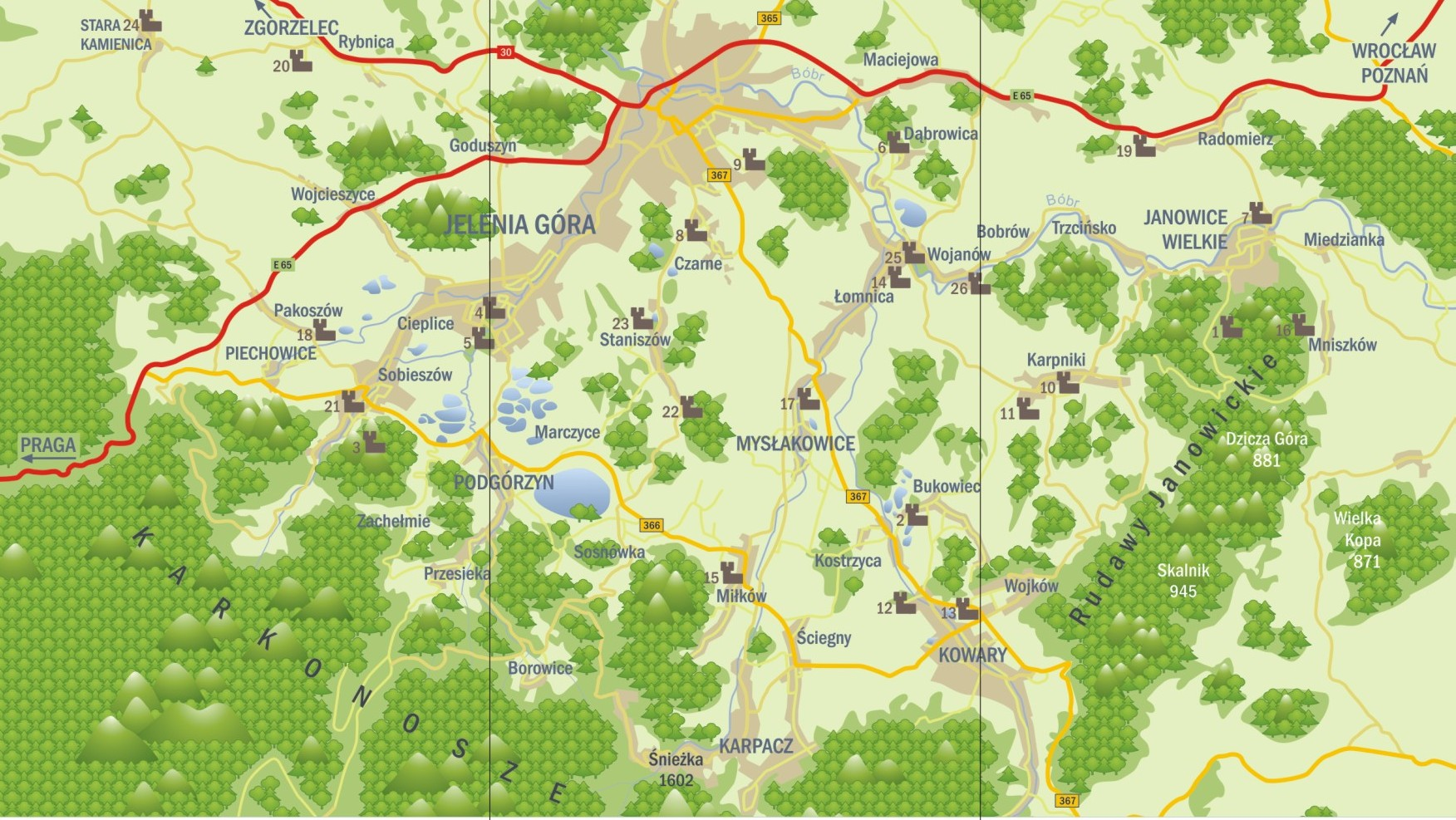
Dolina Pałaców i Ogrodów-mapa

Pałac Paulinum w Jeleniej Górze (niem. Paulinenhof) – zabytkowy pałac zlokalizowany jest na obrzeżu Jeleniej Góry, tuż przy trasie wylotowej na Karpacz.

## Historia
Pierwsze wzmianki o dobrach paulińskich pochodzą z 1655 roku i są związane z przybyciem jezuitów do Jeleniej Góry. Dzięki nim szybko utrwaliła się nowa nazwa folwarku Paulinenhof. W połowie XIX wieku folwark i otaczające je ziemie kupił znany jeleniogórski fabrykant Richard von Kramst. W roku 1855 zlecił on jeleniogórskiemu ogrodnikowi Siebenhaarowi, twórcy plant jeleniogórskich, założenie na Górze Krzyżowej parku krajobrazowego. Willę w stylu zamkowo-dworskim zlokalizował on na specjalnie uformowanej skarpie na wschodnim zboczu góry.
Jeszcze w latach 90. XIX w. obiekt nabył Oscar Caro, bogaty przemysłowiec z Gliwic. W roku 1905 rozpoczął on przebudowę i modernizację pałacu. Powierzył to zadanie wrocławskiemu architektowi Karlowi Grosserowi, który rozbudował pałac w duchu eklektycznym. Oscar Caro przeniósł się ostatecznie z Gliwic do Paulinum w 1909 r. Po jego śmierci w roku 1931 obiekt został zakupiony przez Niemiecki Front Pracy, który przebudował go na centrum szkoleniowe NSDAP. We wrześniu 1945 roku pałac stał się największą państwową składnicą poniemieckich dzieł sztuki, zwożonych tu z całego Dolnego Śląska, a następne zlokalizowano w nim kasyno oficerskie dla pobliskiego garnizonu wojskowego. Od 2002 roku pałac jest własnością prywatnej spółki i mieści się w nim hotel wraz z restauracją.

## Opis obiektu
Trzykondygnacyjny pałac wzniesiony został na wzgórzu zwanym Paulinum, znajdującym się na wschód od centrum Jeleniej Góry. Budowla z założeniem tarasowym, zaopatrzona jest w liczne wieżyczki, wykusze oraz loggię skierowaną ku zboczu i nieregularne porozmieszczane okna. Obiekt jest bogato przyozdobiony kamiennym detalem architektonicznym. Do wnętrza pałacu prowadzi wgłębiony portyk z kolumnami. Wnętrza pałacu zachowały swój pierwotny wystrój oraz charakter. Pałac otacza rozległy park.